# Proablepharus
Proablepharus is een geslacht van hagedissen uit de familie skinken (Scincidae).

## Naam en indeling
De wetenschappelijke naam van de groep werd voor het eerst voorgesteld door Ion Eduard Fuhn in 1969. Er zijn vijf soorten, waarvan Proablepharus barrylyoni het meest recentelijk is beschreven in 2010. Van de verschillende soorten zijn geen ondersoorten bekend.

## Uiterlijke kenmerken
Deze skinken hebben een zeer langgerekt lichaam met relatief kleine maar goed ontwikkelde poten, de voor- en achterpoten dragen vijf vingers respectievelijk tenen. De ogen zijn relatief groot en het onderste ooglid is onbeweeglijk, het is over het oog gelegen en vormt een permanente 'bril' over het oog. De gehooropening is zeer klein, de parietaalschubben raken elkaar.
De verschillende soorten lijken op de verwante skinken uit de geslachten Lygisaurus, Menetia en Pygmaeascincus, maar zijn gemakkelijk te onderscheiden aan het aantal vingers aan de voorpoten. Vertegenwoordigers van het geslacht Proablepharus hebben altijd vijf vingers, terwijl de soorten uit de andere geslachten slechts vier vingers bezitten.

## Verspreiding en habitat
Alle soorten komen endemisch voor in delen van Australië en leven in de staten New South Wales, Noordelijk Territorium, Queensland, West-Australië en Zuid-Australië.
De habitat bestaat uit drogere streken, zoals graslanden of dichtbegroeide gebieden die eens per jaar uitdrogen. De hagedissen leven in de strooisellaag, waar ze zowel jagen op prooidieren als in schuilen bij gevaar. De vrouwtjes zetten eieren af op de bodem.
Door de internationale natuurbeschermingsorganisatie IUCN is aan alle soorten een beschermingsstatus toegewezen. Vier van de vijf soorten hebben de status 'veilig' (Least Concern of LC), maar de soort Proablepharus barrylyoni staat te boek als 'ernstig bedreigd' (Critically Endangered of CR).

## Soorten
Het geslacht omvat de volgende soorten, met de auteur en het verspreidingsgebied.
| Naam                        | Auteur                                | Verspreidingsgebied                                                |
| --------------------------- | ------------------------------------- | ------------------------------------------------------------------ |
| Proablepharus barrylyoni    | Couper, Limpus, McDonald & Amey, 2010 | Australië (Queensland)                                             |
| Proablepharus kinghorni     | Copland, 1947                         | Australië (New South Wales, Noordelijk Territorium, Queensland)    |
| Proablepharus naranjicaudus | Greer, Fisher & Horner, 2004          | Australië (Noordelijk Territorium)                                 |
| Proablepharus reginae       | Glauert, 1960                         | Australië (Noordelijk Territorium, West-Australië, Zuid-Australië) |
| Proablepharus tenuis        | Broom, 1896                           | Australië (Noordelijk Territorium, Queensland, West-Australië)     |